# Victor-Paul-Auguste Duclos
Victor-Paul-Auguste Duclos, francoski general, * 1881, † 1959.